# Panzerschnellbrücke Leguan

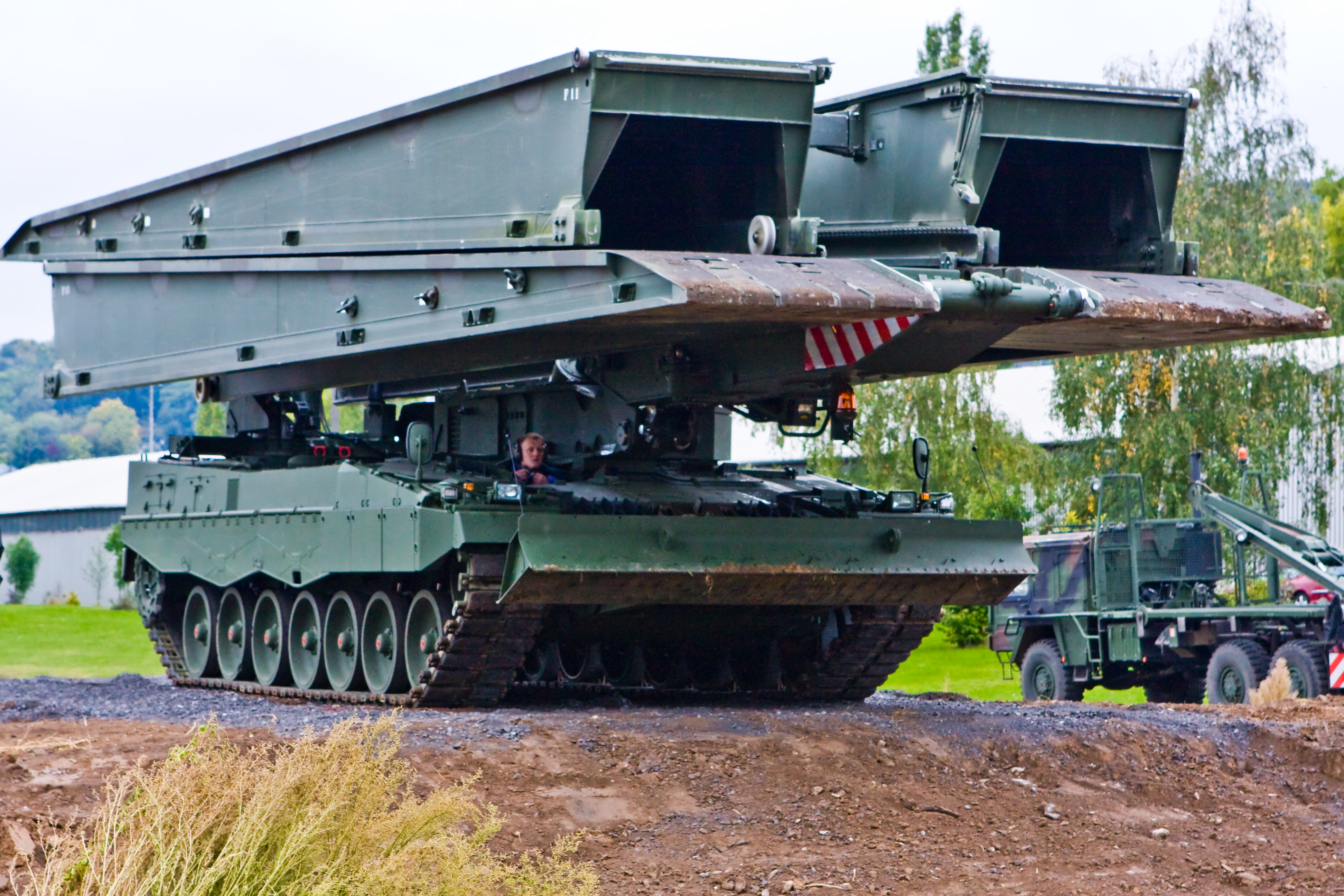
Panzerschnellbrücke LEGUAN auf Leopard-2-Fahrgestell bei einer Vorführung der Wehrtechnischen Dienststelle für Pionier- und Truppengerät (WTD 51), Koblenz der Bundeswehr

Die Panzerschnellbrücke Leguan (Eigenschreibweise LEGUAN) ist ein von KNDS Deutschland angebotenes Brückensystem zum Überwinden von Hindernissen. Entwickelt von MAN Mobile Bridges GmbH (2005 Tochterfirma von Krauss-Maffei Wegmann, 2006 verschmolzen und Firma erloschen), ist das System weltweit im Einsatz und wird u. a. von Deutschland, Belgien, Finnland, Schweiz, Schweden, Malaysia und den Vereinigten Staaten mit verschiedenen Brückenlegefahrzeugen verwendet. Bei der Bundeswehr wird das neue System offiziell als Gefechtsfeldbrücke (GFB) bezeichnet. Das Brückenlegesystem ist eine Weiterentwicklung des Verlegeprinzips der Panzerschnellbrücke Biber mit niedriger Silhouette.

## Allgemein
Die Brücke aus einer Aluminiumlegierung hat eine Breite von 4,01 Metern, eine Gesamtlänge von 26 Metern und ein Gesamtgewicht von 10,5 Tonnen. Mit der 26-m-Brücke ist es möglich, Geländeeinschnitte wie Gewässer und Schluchten bis 24 Meter Breite zu überwinden. Anstelle der 26-Meter-Brücke können auch zwei 14 Meter lange Einzelbrücken transportiert und verlegt werden; durch überlappendes Verlegen einer 26- und einer 14-Meter-Brücke ist die Überbrückung eines Einschnitts von bis zu 35 Metern Breite möglich. Die Brücken sind für die Militärische Lastenklasse (MLC) 80 beziehungsweise bis 72,6 Tonnen für Gleiskettenfahrzeuge und 83,5 Tonnen (entsprechend MLC 90) für Radfahrzeuge zugelassen. Ältere Brücken sind nur für die MLC 70 zugelassen. Durch Entfernungsmessgeräte, Wärmebildgerät und CCD-Kamera wird das Verlegen bei Nacht unterstützt.
Die Erprobung für die deutschen Streitkräfte erfolgte ab 2009 an den Wehrtechnischen Dienststellen 41 und 51 mit dem Ziel, 2014 die Einsatzprüfung am ersten Serienfahrzeug durchzuführen. Das mit drei Brücken ausgerüstete Projekt Panzerschnellbrücke 2 – der projektierte Nachfolger der Panzerschnellbrücke Biber – galt seither als eingestellt.

## Verlegevorgang

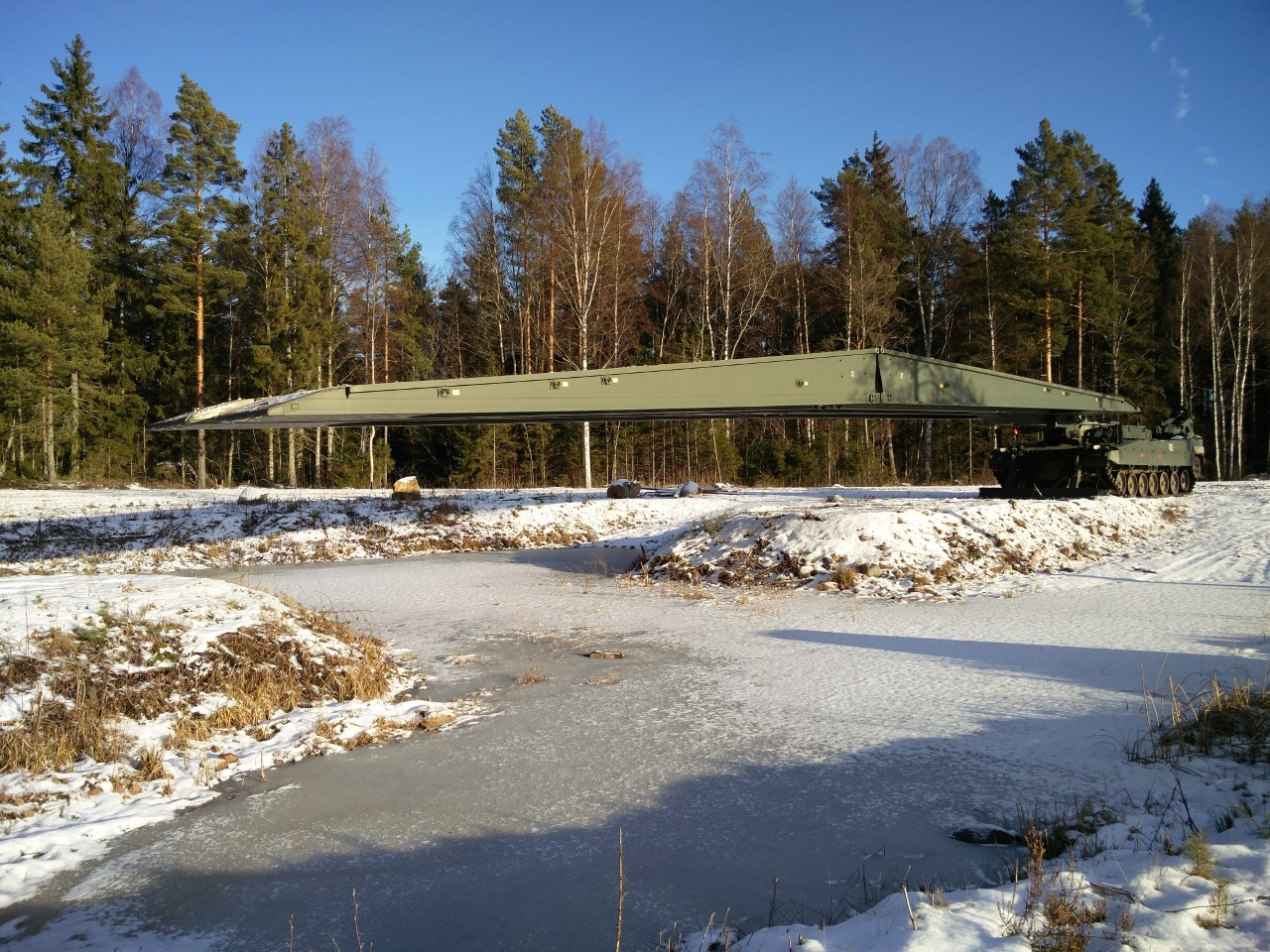
Schwedische Variante. Brobandvagn 120 mit gekoppelter 26-m-Brücke. Insgesamt hat Schweden 2014 sechs Brückenleger bestellt.

Wie auch bei der Panzerschnellbrücke Biber erfolgt der Verlegevorgang horizontal im freien Vorbau. Er bietet gegenüber dem Verlegen im Scherenverfahren den Vorteil einer deutlich niedrigeren Silhouette.
In Transportstellung liegen die bei der 26-m-Version jeweils 13 Meter langen symmetrischen Brückenhälften horizontal übereinander auf dem Haupt- und Heckausleger des Fahrzeugs. Zum Verlegen werden die beiden Elemente angehoben und die untere Brückenhälfte nach vorne verschoben. Nach dem Verbinden wird die gesamte Festbrücke mit dem Hauptausleger über dem Hindernis abgelegt. Die Aufnahme der Brücke erfolgt in umgekehrter Reihenfolge. Während des Verlegevorgangs ruht die gesamte Last auf dem am Bug befestigten Stützschild. Das Verlegen und Aufnehmen für die 26-m-Brücke dauert nach Herstellerangabe sechs beziehungsweise acht Minuten und ist durch eine elektronische Steuerung von einer Person durchführbar. Die 14-m-Brücke lässt sich in rund fünf Minuten verlegen und in sieben Minuten wiederaufnehmen.

## Trägerfahrzeuge

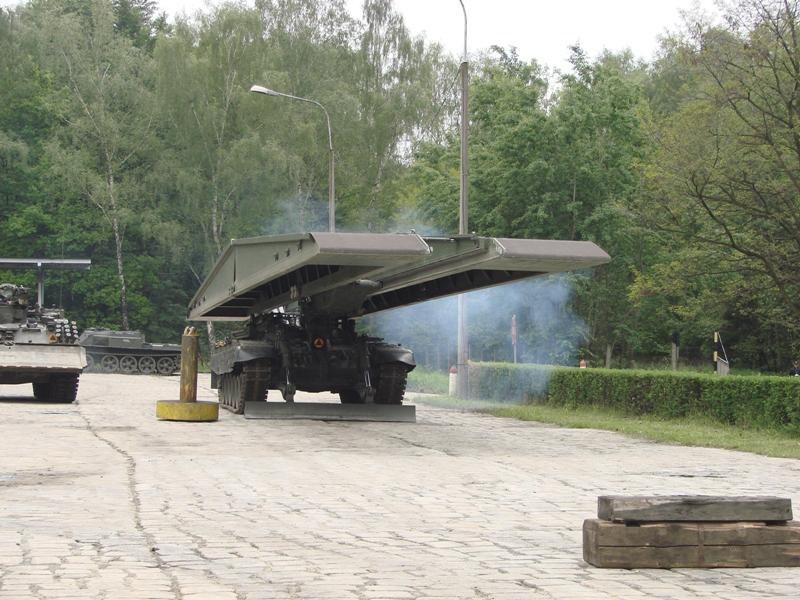
Polnischer PMC Leguan auf Basis eines PT-91M-Fahrgestells

KNDS Deutschland hat das Brückensystem auf eine Reihe verschiedener Trägerfahrzeuge verlastet. So verwenden die Vereinigten Staaten das Chassis des M1 Abrams für ihren M104 Wolverine, Belgien ein Leopard-1-Chassis (Brücke nur bis MLC 70), Schweden und Finnland ein Leopard-2-Chassis (umgebaute Leopard 2A4 in Finnland als Leopard 2L bezeichnet) und die Streitkräfte Malaysias Fahrgestelle des polnischen Kampfpanzers PT-91M (PMC-Leguan). Darüber hinaus werden die Fahrgestelle des Kampfpanzers M60 (Spanien) sowie Radfahrzeuge von MAN und des finnischen Unternehmens SISU verwendet.

## Nutzerstaaten
- Belgien: Das belgische Heer verfügt über eine geringe Zahl an Leguan-Brückenlegesystemen auf Leopard-1-Fahrgestell.
- Dänemark: Am 12. Dezember 2019 unterzeichnete das dänische Beschaffungsamt Danish Defence Acquisition and Logistics Organization mit dem Hersteller KMW (seit 8. April 2024 KNDS Deutschland) einen Vertrag über die Lieferung von sieben Leguan-Brückenlegesystemen auf Leopard-2-Fahrgestell. Der Auftrag umfasst insgesamt sechs Leguan-Systeme, ein umfassendes Peripheriepaket, Ausbildungssimulatoren und ein zusätzliches Trägerfahrzeug. Die Auslieferung der Brückenleger soll Ende 2022 beginnen.[6][7]
- Deutschland: Gemeinsame Beschaffung mit den Niederlanden. Erstes Los mit sieben Gesamtsystemen, im Oktober 2016 bestellt, kam 2018 bis 2021 zur Auslieferung. Im Juli 2020 wurde das zweite Los von 24 Brückenlegern Leguan bestellt, zur Auslieferung 2023 bis 2028.[8]
- Finnland: Die Verteidigungskräfte Finnlands verfügen über 10 Leguan-Brückenlegesysteme auf Leopard-2-Fahrgestell sowie 9 weitere Systeme auf Sisu E13TP-Lastkraftwagen.
- Griechenland: Die griechischen Streitkräfte verfügen über 8 Leguan-Brückenlegesysteme auf Leopard-1-Fahrgestell.
- Malaysia: Das malaysische Heer verfügt über fünf Leguan-Brückenlegesystemen auf PT-91-Fahrgestell.
- Singapur: Die Armee von Singapur verfügt über 10 Leguan-Brückenlegesysteme auf Leopard-2-Fahrgestell, weitere Systeme (in unbekannter Anzahl) sind auf dem in Singapur hergestellten Kettenfahrzeug Bionix und auf Lastkraftwagen vom Typ MAN Kat 1 verlastet.
- Spanien: Das spanische Heer verfügt über 12 Leguan-Brückenlegesysteme auf dem Fahrgestell des M60A1 und 1 System auf dem Fahrgestell des M47 Patton.
- Südafrika: Die südafrikanischen Verteidigungskräfte verfügen über zwei Leguan-Brückenlegesysteme auf Olifant-Fahrgestell.[9]
- Schweiz: Die Schweizer Beschaffungsbehörde Armasuisse und KMW (seit 8. April 2024 KNDS Deutschland) unterzeichneten am 15. Dezember 2014 in Bern einen Vertrag über die Beschaffung von zwölf Leguan-Brückenlegern auf Leopard-2-Fahrgestell mit dazugehöriger Peripherie und Ausbildungsgeräten.[10] Die erste Auslieferung erfolgte im Jahr 2019. In der Schweizer Armee erhält er die Bezeichnung Brückenpanzer Leopard (Brü Pz Leo) / Char pont Leopard und ersetzt den Brückenpanzer 68.
- Schweden: Für das schwedische Heer wurden 6 Exemplare auf Leopard-2-Fahrgestell bestellt. Der erste Brückenleger wurde 2019 geliefert.
- Türkei: Das türkische Heer verfügt über 36 Leguan-Brückenlegesysteme auf Leopard-1-Fahrgestell.
- Niederlande: Das niederländische Beschaffungsamt Defence Materiel Organisation übernahm am 10. Dezember 2019 die ersten beiden Brückenlegepanzer Leguan vom Hersteller. In einer 2016 beschlossenen Kooperation hatten Deutschland sieben und die Niederlande acht Gefechtsfeldbrücken Leguan bestellt. Die Systeme sollen bis Ende 2021 vollständig werden.[11]
- Norwegen: Das norwegische Beschaffungsamt NDMA (Norwegian Defence Materiel Agency) und Krauss-Maffei Wegmann (seit 8. April 2024 KNDS Deutschland) haben im März 2019 einen (mit 49 Millionen Euro dotierten) Vertrag über die Beschaffung von sechs Leguan-Brückenlegern auf Leopard-2-Fahrgestell unterzeichnet. Neben dem Fahrgestell sind auch ein Ausbildungssimulator und ein Peripheriepaket Teil des Beschaffungsprojektes. Die Auslieferung soll im Sommer 2022 beginnen.
- Vereinigte Staaten: Die US Army plante, 465 Brückenlegepanzer des Typs M104 Wolverine zu kaufen, ein auf der Wanne des M1 Abrams basierendes Leguan-System. Jedoch wurden von 1997 bis 2001 lediglich 44 Fahrzeuge hergestellt, die übrigen wurden nach einer Etatkürzung ersatzlos gestrichen.

### Einsatz in der Bundeswehr
Die sieben Gesamtsysteme des ersten Loses umfassten jeweils einen aus dem Bestand der Bundeswehr umgebauten Leopard-2-Panzer, eine Brücke von 26 Metern Länge, zwei Brücken von je 14 Metern Länge sowie eine geschützte Sattelzugmaschine mit Sattelauflieger. Für die Schulung der Besatzungen wird ein Ausbildungssimulator mit Bedienelementen geliefert. Die Auslieferung war für die Jahre 2018 bis 2021 geplant[veraltet]. Im Dezember 2018 wurde als erster Verband das Panzerpionierbataillon 130 mit der Panzerschnellbrücke Leguan ausgestattet.
Im Juli 2020 wurde beschlossen, ein zweites Los von 24 Brückenlegern Leguan – einschließlich IT-Komponenten, Navigationssystemen, Ausbildungsgeräten und Ersatzteilen – im Wert von 330 Millionen Euro zu beschaffen.
Mit der Bestellung dieses zweiten Loses wurde der vollständige Austausch aller 28 Systeme Brückenlegepanzer Biber im Bestand der Bundeswehr (Stand Oktober 2016) eingeleitet.